# Петрила
Петрила (рум. Petrila) — город в Румынии, в жудеце Хунедоара.

## География
Петрила находится на пути трассы DN 66, на высоте 675 м над уровнем моря. Через город протекает река Жиул. На востоке Петрила упирается в горный массив Суриану, с севера — Пик Четырёх, с юга гора Паранг, и только с запада имеет связь с цивилизацией в виде дороги к городу Петрошань. Входит в административный округ Хунедоара.

## Экономика
Петрила в экономическом плане является моноиндустриальным городом. Градообразующим предприятием является шахта по добыче угля, сеть которых охватывает весь район долины реки Жиул.

## Известные уроженцы
- Ташнади, Мария фон (1911—2001) — венгерская певица, актриса театра и кино.